# Zona Arqueológica de Ranas
Ranas ou Rãs é zona arqueológica que se encontra no município de San Joaquín, no estado de Querétaro. Se localiza a 3 km² do município, na parte superior de duas serras, passando pela comunidade de Agua de Venado.

## História
Esta antiga cidade fortaleza, datada do período pré-hispânico, é considerada un importante centro ceremonial, foi ereguida e habitada por volta dos anos 200 a 600 a.C, e abandonada aproximadamente entre 900 e 1.000 d.C.
No século XVI foi ocupada pelos povos chichimecas até a  colonização espanhola; adquiriu importância por sua função como centro de controle religioso, político e econômico sobre as regiões circunvêncionais.
Em meio a um clima bastante frio, e uma vegetação frondosa; este centro ceremonial onde se destacam muitas ruínas, tem como sua principal atração devido a quantidade, várias ruínas de pirâmides. Não se sabe ao certo quais povos e ciência certa que as construiram, mas aparentam ser, huastecos.
Ranas é muito relaciona com o sítio arqueológico de Toluquilla, outro centro ceremonial de igual porte, e impressionante beleza e se encontra relativamente próxima de San Joaquín.

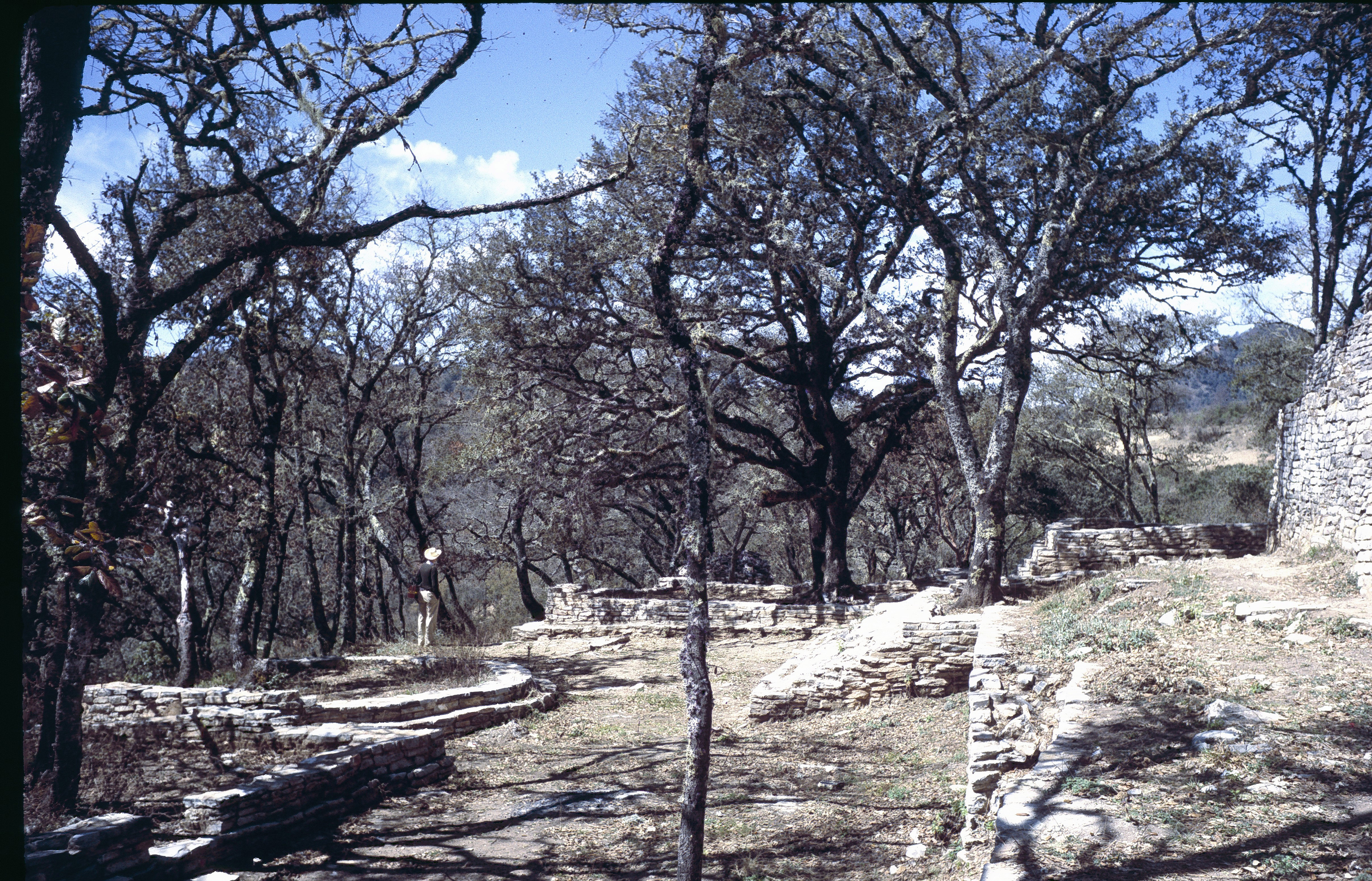
Ruínas das pirâmides de Ranas.

Como centro econômico, chegou a dominar as rotas comerciais das vilas em torna da Sierra Gorda. Seus habitantes exploravam e comercializavam, o sulfato de mercúrio, muito apreciado por outros povos indígenas como pigmento vermelho muito brilhante, que eles utilizavam para pintar cerâmica, muros e fazer oferendas funerárias.
Bases de rituais, terraços de conjuntos habitacionais, sobre duas elevações naturais e cinco pátios de jogos de bola, para prática do Jogo de bola mesoamericano, se destacam nessa charmosa paisagem serrana, lá também eles construíram terraços de assento, e um grupo de edifícios feitos de pedra e lama, com núcleos e forrado com lajes de pedra, que foram cortadas e encaixadas entre as fachadas das estruturas, formando um charmoso atrativo arqueológico de este lugar.